# Romuald Figuier
Romuald Figuier (ur. 5 maja 1941, Saint-Pol-de-Léon) – francuski piosenkarz i kompozytor. Trzykrotny uczestnik Konkursu Piosenki Eurowizji, a także festiwalu w Sopocie w 1968 i wielu innych  festiwali i konkursów.

## Kariera

### Konkurs Piosenki Eurowizji 1964
W 1964 roku zgłosił się jako reprezentant Monako w Konkursie Piosenki Eurowizji. Pojechał na konkurs do Kopenhagi w marcu tegoż roku. W konkursie swój utwór „Où sont-elles passées?” śpiewał jako dziesiąty w kolejności. Zdobył 15. punktów i zajął trzecie miejsce.

### Festiwal Piosenki Śródziemnomorskiej 1965
W 1965 roku wziął udział w VII Festiwalu Piosenki Śródziemnomorskiej, odbywającym się we wrześniu w Barcelonie. Reprezentował jednocześnie dwa kraje: Francję, piosenką „Dis-moi le vent” i Monako z utworem „Vers quel amour”. Dla Francji zdobył trzecie miejsce, a dla Monako szóste.

### Międzynarodowy Festiwal Piosenki w Rio de Janeiro 1968
W 1968 roku Romuald reprezentował Andorę w III Międzynarodowym Festiwalu Piosenki, który odbył się na Maracanie w Rio de Janeiro w Brazylii. Zajął piątą pozycję z piosenką „Le bruit des vagues”. W następnym roku, reprezentował ten sam kraj w tym samym festiwalu i ponownie był piąty, dzięki piosence „Tous les printemps du monde”.

### Sopot Festival 1968
W 1968 roku reprezentował Luksemburg na Festiwalu w Sopocie, który odbywał się od 22 do 25 sierpnia 1968 r. jako szesnasty w kolejności wykonał utwór pt. „Rien n’a changé”. Od Jury dostał 183 punkty i zajął trzecie miejsce.

### Konkurs Piosenki Eurowizji 1969
W 1969 roku ponownie wystąpił w Eurowizji, tym razem reprezentując Luksemburg. Na konkursie odbywającym się w Madrycie, wystąpił jako drugi uczestnik z piosenką "Catherine". Konkurs okazał się porażką ze strony organizatorów, a Romuald zdobył siedem punktów i zajął jedenastą pozycję.

### Festival de Viña del Mar 1973
W 1973 reprezentował Francję w 14 edycji Festival de Viña del Mar w Chile. Piosenką „Laisse-moi le temps” zajął drugie miejsce. Kilka miesięcy później prawa autorskie do piosenki kupił Paul Anka. Sammy Cahn dostosował piosenkę w języku angielskim pod tytułem „Let me Try Again”, a w październiku 1973 Frank Sinatra zinterpretował tekst po swojemu i dał mu tytuł „Ol ' Blue Eyes Is Back”.

### Konkurs Piosenki Eurowizji 1974
W 1974 roku reprezentował Monako w Konkursie Piosenki Eurowizji. W konkursie wystąpił jako dziesiąty uczestnik z piosenką „Celui qui reste et celui qui s'en va”. Zdobył czternaście punktów i zajął czwarte miejsce.

## Dyskografia
Skomponował wiele utworów z tekściarzem Magalim Fallourdem. Jego najpopularniejsze utwory to:
- Algalis
- Tous les deux
- Plumes et paillettes
- Ballet des grandes jambes
- Qu'elle est belle la vie
- King Kong
- Celui qui reste et celui qui s'en va
- Laisse-moi le temps
- Catherine
- Le Bruit des vagues
- Où sont-elles passées?
- Tous les printemps du monde
- Dis-moi le vent
- Vers quel amour
- Rien n’a changé

Źródło: